# ハノーファー-ヴュルツブルク高速線
ハノーファー-ヴュルツブルク高速線 （ハノーファー-ヴュルツブルクこうそくせん、ドイツ語: Schnellfahrstrecke Hannover–Würzburg）とは、ドイツ連邦共和国のニーダーザクセン州ハノーファーのハノーファー中央駅から同ヴュルツブルクのヴュルツブルク中央駅に至る全長327kmのドイツ鉄道の高速鉄道路線である。

## 歴史

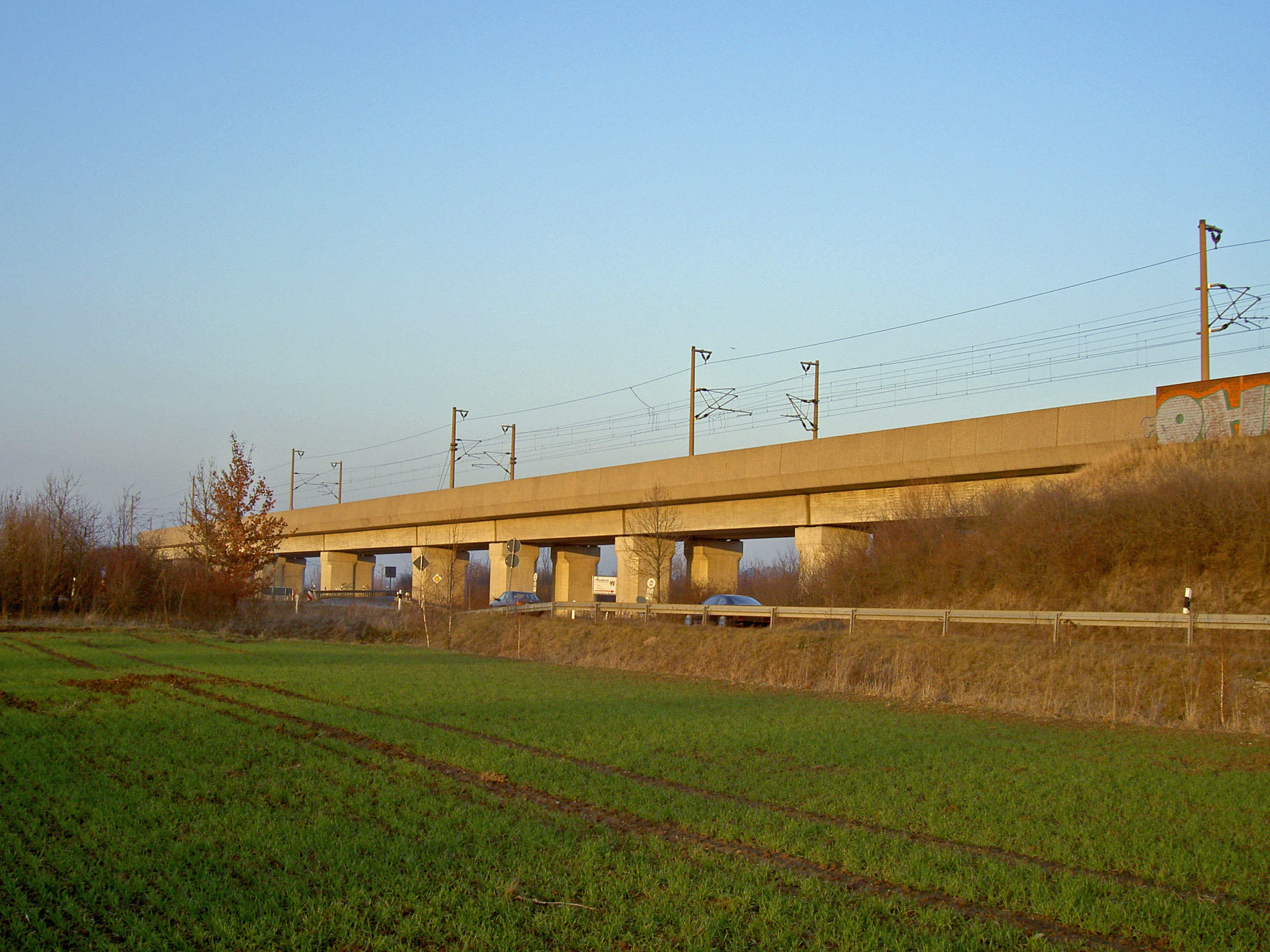
バルンテン付近の橋梁

1973年に西ドイツ国鉄によって建設が開始された。高速旅客列車および高速貨物列車の走行を前提に建設され、最大勾配は12.5‰である。全長327kmのうち約120kmはトンネルであり、全長10kmのトンネルも2本有する。
1988年にはフルダ - ヴュルツブルク間が供用開始され、1991年に全線開業した。設計最高速度は280km/hであるが、遅延時を除く通常時の最高速度は250km/hである。1988年5月1日にはICE Vがフルダ - ヴュルツブルク間における試運転にて406.9km/hを記録した。

## 駅
- ハノーファー中央駅
- ハノーファー・メッセ/ラッツェン駅（ドイツ語版）
- ゲッティンゲン駅（ドイツ語版）
- カッセル＝ヴィルヘルムスヘーエ駅（ドイツ語版）
- フルダ駅（ドイツ語版）
- ヴュルツブルク中央駅

## 列車
以下の列車が運行されている。
- ICE11系統：ミュンヘン - マンハイム - フランクフルト - フルダ - ゲッティンゲン - ヴォルフスブルク - ベルリン
- ICE12系統：インターラーケン - バーゼル - マンハイム - フランクフルト - フルダ - ゲッティンゲン - ヴォルフスブルク - ベルリン
- ICE22系統：キール - ハンブルク - （オルデンブルク - ブレーメン<<）ハノーファー - カッセル＝ヴィルヘルムスヘーエ - フランクフルト - シュトゥットガルト
- ICE25系統：キール - ハンブルク - （オルデンブルク - ブレーメン<<）ハノーファー - フルダ - ヴュルツブルク - アウクスブルクまたはニュルンベルク - ミュンヘン - ガルミッシュ＝パルテンキルヒェン
- ICE41系統：ドルトムント - エッセン - デュースブルク - デュッセルドルフ - ケルン - フランクフルト - ヴュルツブルク - ニュルンベルク - ミュンヘン - ガルミッシュ＝パルテンキルヒェン
- IC26系統：ヴェスターラント - （ビンツ - ロストック<<）ハンブルク - ハノーファー - カッセル＝ヴィルヘルムスヘーエ（>>ヴュルツブルク - アンスバッハ - アウクスブルク - ミュンヘン - ベルヒテスガーデン） - フランクフルト - カールスルーエ